# Synagogue Karaïte
La synagogue karaïte (en ukrainien : Сімферопольська кенаса), russe : Кенасса в Симферополе) est une synagogue située à Simferopol, en Crimée qui a été consacrée en 1896.

## Histoire
La communauté karaïte demandait en 1889 l'autorisation, aux autorités, d’acquérir un terrain pour y construire un bâtiment dédié au culte. Après une collecte de fonds, la construction débutait en 1891, en 1896 la synagogue était consacrée. Le 5 mars 1930 la synagogue était fermée et en 2014 elle est rendue à la communauté religieuse.